# Mesobuthus persicus
Espèce
Synonymes
- Buthus caucasicus persicus Pocock, 1899

Mesobuthus persicus est une espèce de scorpions de la famille des Buthidae.

## Distribution
Cette espèce se rencontre en Iran dans les provinces d'Azerbaïdjan occidental, d'Azerbaïdjan oriental, d'Ardabil, de Zandjan, de Qazvin, de Hamedan et de Kermanchah et en Azerbaïdjan,.

## Description
Le mâle holotype mesure 49 mm et la femelle paratype 61 mm.
Le mâle décrit par Kovařík, Fet, Gantenbein, Graham, Yağmur, Šťáhlavský, Poverenni et Nouvruzov en 2022 mesure 41,83 mm et la femelle 52,74 mm.

## Systématique et taxinomie
Cette espèce a été décrite sous le protonyme Buthus caucasicus persicus par Pocock en 1899. Elle est considérée comme une sous-espèce de Mesobuthus eupeus par Birula en 1905. Elle suit son espèce dans le genre Mesobuthus en 1950. Elle est élevée au rang d'espèce par Kovařík en 2019.

## Étymologie
Son nom d'espèce lui a été donné en référence au lieu de sa découverte, la Perse.

## Publication originale
- Pocock, 1899 : « Chilopoda and Arachnida of Lake Urmi. Order Scorpiones. Contributions to the natural history of Lake Urmi, N.W. Persia, and its neighbourhood. » Journal of the Linnean Society of London, vol. 27, p. 399-406 (texte intégral).